# Macrosiphum lapponicum
Macrosiphum lapponicum är en insektsart. Macrosiphum lapponicum ingår i släktet Macrosiphum och familjen långrörsbladlöss. Inga underarter finns listade i Catalogue of Life.